# Aldingham
Aldingham – wieś w Anglii, w Kumbrii, w dystrykcie (unitary authority) Westmorland and Furness. Leży 86 km na południe od miasta Carlisle i 354 km na północny zachód od Londynu. W 2001 miejscowość liczyła 1187 mieszkańców.